# Лесной (Рязанская область)
Лесно́й — посёлок городского типа в Шиловском районе Рязанской области, административный центр Лесновского городского поселения.

## Географическое положение
Посёлок городского типа Лесной расположен на Окско-Донской равнине в 30 км к юго-западу от посёлка городского типа Шилово. Расстояние от посёлка до районного центра Шилово по автодороге — 38 км.
Посёлок окружают территории садоводческих товариществ. Вдоль восточной границы посёлка — каскад прудов на реке Передел, соединённых протокой с рекой Непложей. К югу от посёлка расположен большой лесной массив (Шелуховский государственный заказник). Ближайшие населённые пункты — посёлки Ямской и Новомосоловский, сёла Новая Пустынь и Алехово.

## Население
| 1970  | 1979  | 1989  | 2002  | 2009  | 2010  | 2012  | 2013  | 2014  |
| ----- | ----- | ----- | ----- | ----- | ----- | ----- | ----- | ----- |
| 5210  | ↗8133 | ↗8937 | ↘7522 | ↘7122 | ↗7632 | ↗7658 | ↗7743 | ↘7729 |
| 2015  | 2016  | 2017  | 2018  | 2019  | 2020  | 2021  | 2023  |       |
| ↗7833 | ↘7729 | ↘7687 | ↘7556 | ↘7439 | ↘7373 | ↗7718 | ↘7609 |       |

В 1992 году в пгт Лесной проживали 8877 чел.)

## Происхождение названия
Название посёлка означает «находящийся в лесу».

## История
Посёлок Лесной был основан в 1955 году, когда на опушку леса в Шиловском районе недалеко от разъезда 278 км пришли военные строители и разбили здесь палаточный военный городок. Тишину Рощинского леса нарушил сапёрный батальон строительного полка из Ленинградского военного округа. В короткие сроки силами военных было развёрнуто крупномасштабное строительство и проложены первые коммуникации, что сделало легко доступным «сердце будущей стройки». А ближе к осени на месте ржаных полей колхоза имени XIII съезда ВЛКСМ (Новый мир), председателем которого на тот момент являлся Галичкин Александр Павлович, появились первые жилые бараки для строителей и служащих. Поблизости от линии железной дороги, правительством СССР было решено построить оборонное предприятие — завод синтетических волокон «Эластик». Оно стало градообразующим для нового посёлка, получившего первоначально название п/о Новая Пустынь, затем п/я 115, а через год — СМУ-37, поскольку все работы проводило областное строительно-монтажное управление № 37.
Строительство посёлка пришлось на благоприятный экономический и политический период в стране. Поэтому следующие 5 лет для посёлка оказались ударными. К 1960 году были открыты средняя школа на 400 мест, детский сад на 205 мест, уютная столовая (ныне гостиница), продуктовый магазин, баня, здравпункт, клуб с кинозалом. Была введена в эксплуатацию поселковая котельная. По постоянной схеме проложены 3 км водопроводных и тепловых сетей. И ежегодно пополнялся жилищный фонд посёлка.
Одновременно с развитием посёлка строился завод. Распоряжением Рязанского Совнархоза от 30 ноября 1962 г. предприятие, получившее наименование «Завод синтетических волокон „Эластик“», было введено в строй. Пуск завода состоялся 1 декабря 1962 г.. Эта дата стала днём рождения завода. С наступлением 1963 г. производство на заводе «Эластик» набрало обороты. Заводские комсомольские бригады брали повышенные обязательства по выполнению плана, соревновались между собой. В полную силу работали профсоюзная и партийная организации, а в марте избирается первый поселковый Совет народных депутатов. Конечно, для становления крупного производства, для быстрого роста мощностей требовались новые кадры рабочих и служащих, стимулом в работе которых являлось жильё. Тогда руководство завода приняло решение: «…Подключить институт „РязаньГражданпроект“ к проектированию посёлка, к созданию парков, обозначению новых улиц, тротуарных дорожек…». В том же году состоялся и первый выпуск в средней школе посёлка. 21 выпускник получил путёвку в большую жизнь.

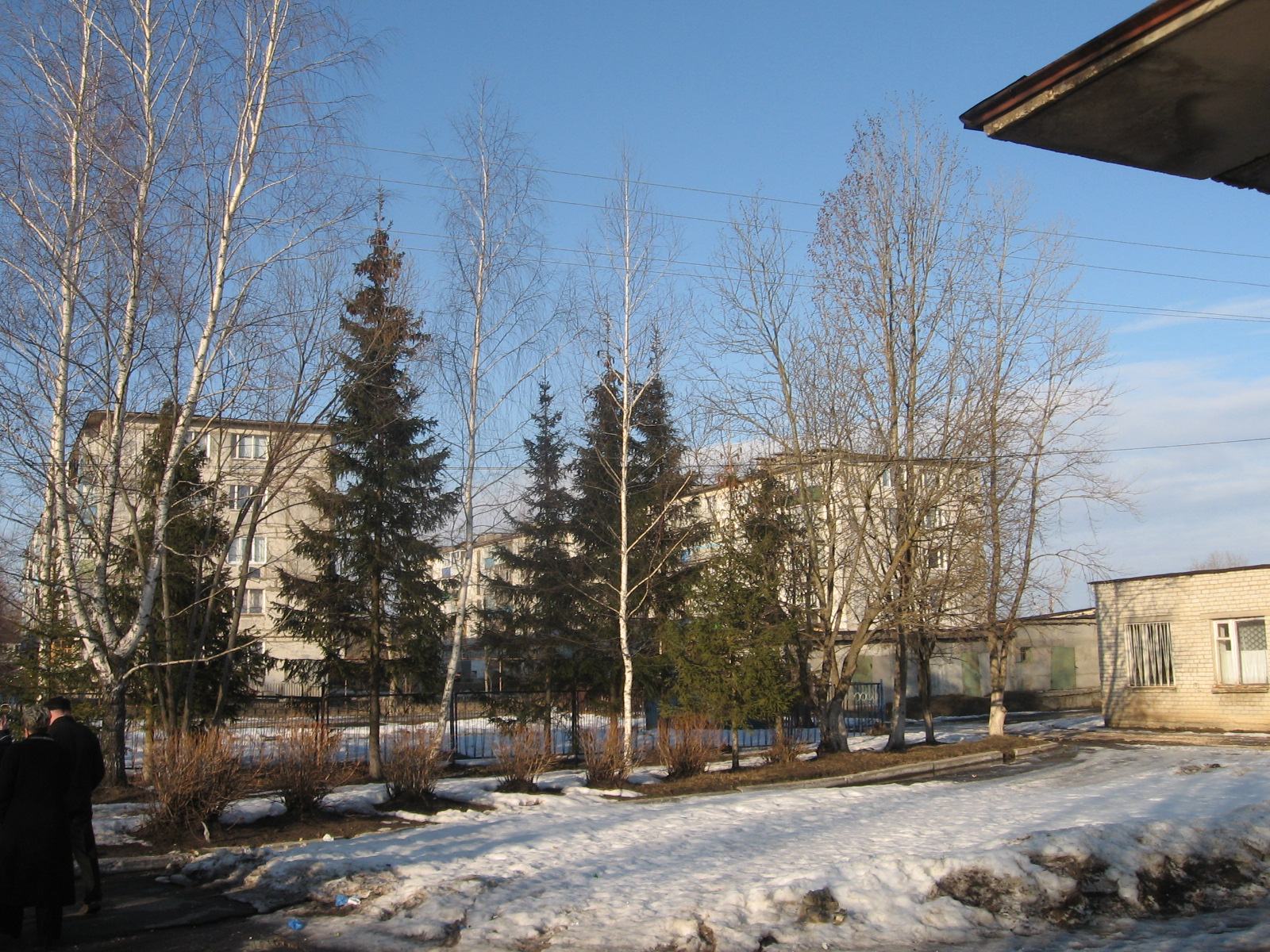
Пгт Лесной. Жилые дома.

Наступающий 1964 г. коллектив завода и населения посёлка СМУ-37 встретили с большим воодушевлением. Были введены в эксплуатацию два паровых котла (ДКВР-10), трансформаторные подстанции. Протянуты воздушные и кабельные линии электроснабжения общей протяжённостью 15,5 км. Запущены в действие канализационный коллектор протяжённостью 12,5 км и 9 км сетей водопровода. Одновременно с очистительными сооружениями заработали 12,5 км теплосетей и 4 артезианские скважины. Этот год стал в истории посёлка и годом «большого жилищного скачка». За короткий период было введено в эксплуатацию 10,5 тыс. м² жилья. Это в 2-3 раза больше, чем за все предыдущие годы вместе взятые. 305 семей стали обладателями отдельных квартир и отметили новоселье. В 1964 г. посёлок СМУ-37 был преобразован в посёлок городского типа Лесной. В основе нового наименования лежал определяющий признак — и завод «Эластик», и посёлок, в котором жили его рабочие, находились в лесу.

Жилищное строительство в посёлке развивалось одновременно с промышленным производством. На базе СМУ выросло строительное управление (СУ), появились квалифицированные кадры строителей, которые создали сильную производственную базу. За 4 года было сдано в эксплуатацию 435 квартир. Одновременно со строительством жилых домов вводились в строй социальные, промышленные и административные учреждения. В 1968 г. был построен больничный комплекс со стационаром на 75 коек и поликлиникой на 300 посещений в месяц, запущен водогрейный котёл ПТВМ-30; в 1969 г. сдано в эксплуатацию общежитие на 301 место, введён в действие водогрейный котёл ТВГМ-30, создано Лесновское поселковое отделение милиции; в 1970 г. открыла свои двери Лесновская средняя школа № 2 на 980 мест со спортивным залом, уютной столовой и теплицей.

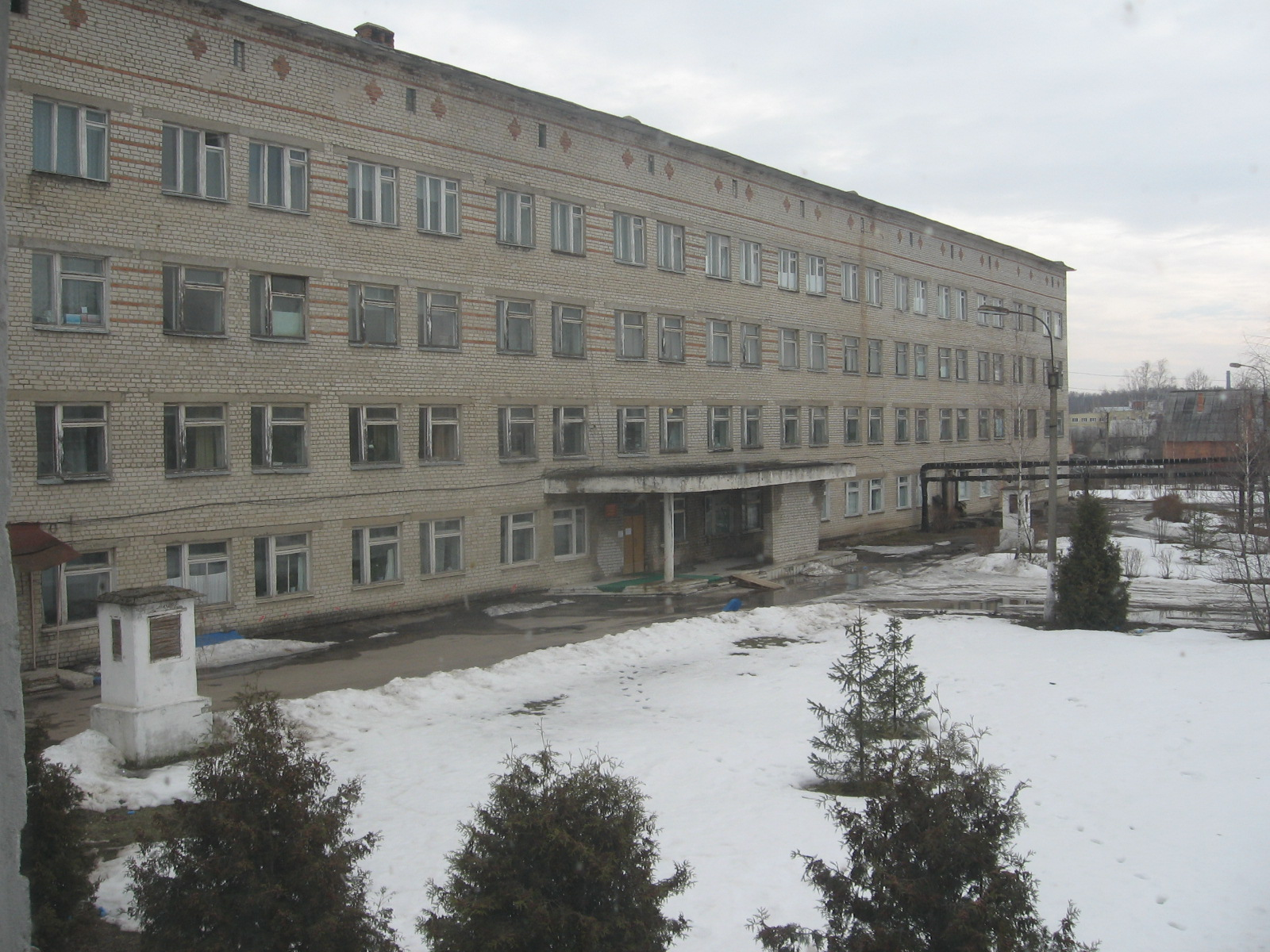
Пгт Лесной. Лесновская больница, 1968 г.

Своевременный ввод в действие объектов и мощностей способствовал развитию производства и увеличению роста выпускаемой продукции. В тот период завод остро нуждался в грамотной и пытливой молодёжи. Но уезжая на учёбу, юноши и девушки не спешили вернуться обратно. Поэтому руководство приняло решение открыть в пгт Лесной на базе Чапаевского химико-технологического техникума вечерний филиал. В 1971 г. филиал принял первых студентов. Необходимость быстрее улучшить жилищные условия способствовала внедрению индустриальных методов крупнопанельного строительства. С использованием новых технологий в строительстве жилищный фонд увеличивался в среднем на 80—100 квартир ежегодно. И это при условии сооружения и введения в строй культурно-бытовых, социальных и промышленных зданий.
В конце 1970-х годов посёлок Лесной буквально на глазах менял свой облик. Хоть и не сразу, но появлялись уютные дворики, детские площадки, удобные подъезды и т. д. Принятый в начале 1980-х годов план строительства предусматривал создание современного жилого микрорайона по улицам Первомайской и Строителей. И первым объектом стало введение в эксплуатацию нового здания больницы на 170 коек, поликлиники на 88 тысяч посещений в год и родильного отделения. Этот огромный лечебный комплекс, расположенный в зелёной зоне, был оснащён современным оборудованием. Происходили изменения и в культурной жизни. В 1986 г. было закончено строительство Дома культуры на 600 мест с малым и танцевальным залами, с библиотекой и спортивным комплексом. Двумя годами позже была сдана в эксплуатацию школа искусств. В 1987 г. на остановочном пункте «разъезд 278 км» было введено в эксплуатацию новое здание для пассажиров. Посёлок получил современное здание аптеки с фармацевтической лабораторией и детскую молочную кухню на 2000 порций.

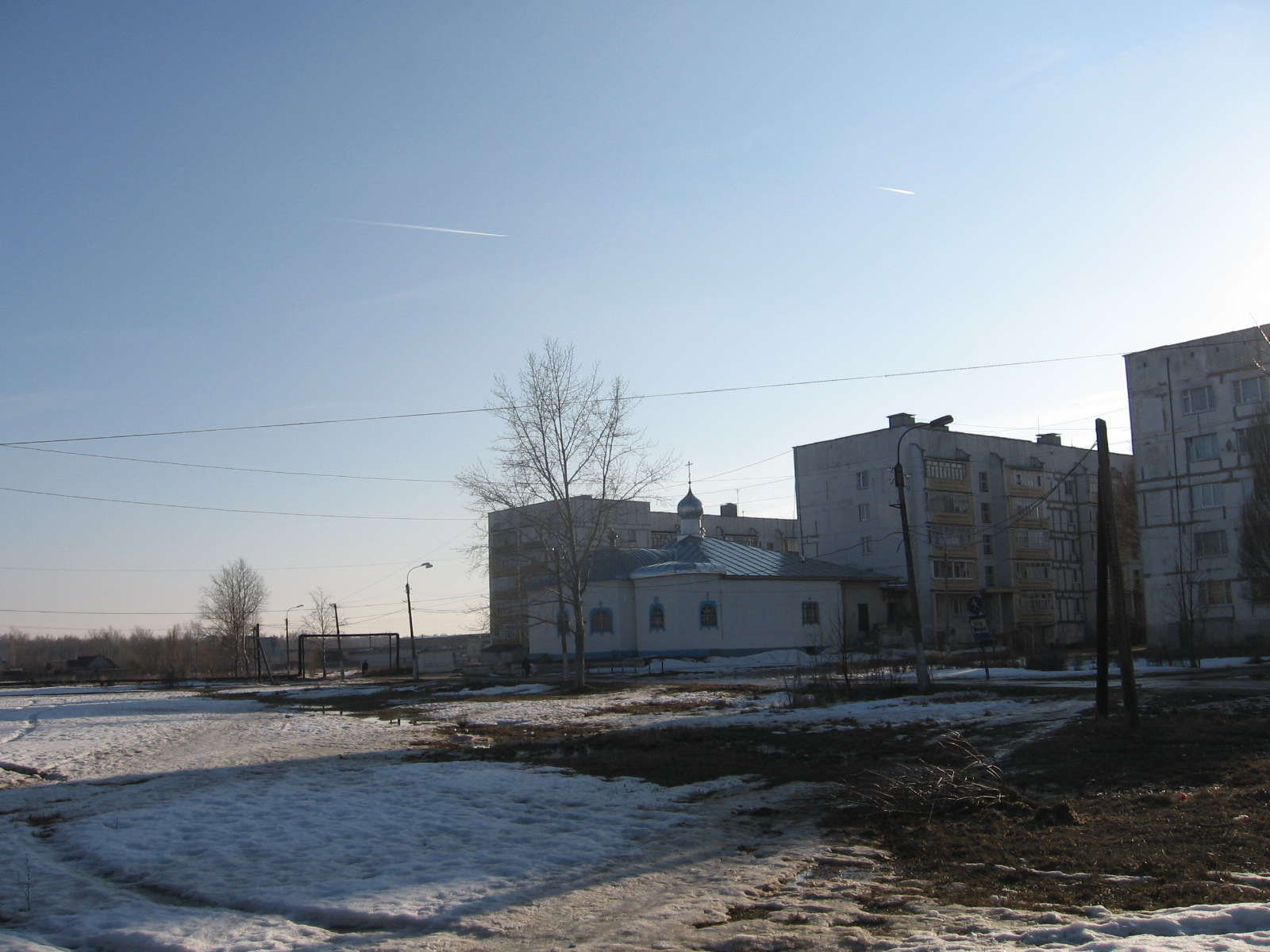
Пгт Лесной. Храм иконы Божией Матери «Споручница Грешных», 1997.

Перестроечный период и рыночные отношения несколько сбавили темпы строительного благоустройства в посёлке. К 1994 г. завершилась застройка жилых домов по улице Первомайской. Просторные детские площадки, удобные подъезды и дворовые автостоянки явили собой пример современного, городского дизайна…Увы, 1990-е гг. были не простыми. Прекратилось финансирование жилищного строительства, что повлекло за собой его сокращение (было расформировано СМУ-37). В 1990-е гг. в рамках конверсии, на части территории завода «Эластик» был создан лакокрасочный завод (выпускает строительные краски, грунтовки, пропитки).
Несмотря на все трудности, промышленное строительство в посёлке наращивало темпы.
В 1994 году было закончено строительство отвода от магистрали газопровода «Средняя Азия — Центр», что позволило перевести 2 крупные котельные с мазутного топлива на газ и тем самым обеспечить стабильное теплоснабжение посёлка и завода. В это же время были введены в действие коллекторно-напорная станция и новая теплосеть.
В 1997 году в жилые дома посёлка Лесной впервые пришёл природный газ.
22 октября 2021 года на заводе «Эластик» произошёл взрыв с последующим пожаром. Погибло 17 человек.
15 августа 2025 года на территории завода «Эластик» вновь произошёл взрыв. Погибли 25 человек, не менее 135 человек пострадали.

## Экономика
В пгт Лесной Шиловского района Рязанской области расположены:
1. ФГУП Завод синтетических волокон «Эластик», предприятие оборонной отрасли;
2. ООО «Разряд», производство взрывчатых веществ;
3. ООО «Надежда», производство деревянных строительных конструкций;
4. ЗАО «Газтехпром», проектирование и производство блочно-модульных котельных;
5. ООО «Модуль-1», обработка металлических изделий;
6. ЗАО « НТФПерфотех», производство перфораторов;
7. ООО «Ока-пласт», производство канцелярских товаров;
8. ООО «Стройполимер», производство самоклеящейся герметизирующей ленты и лакокрасочных материалов;
9. ООО ПКК «СКИМ», производство полимерных лакокрасочных материалов;
10. ООО «Лемас», производство лакокрасочных материалов;
11. ООО «Лесное», агропромышленное предприятие.

Реализацию товаров и услуг осуществляют магазины, аптечные пункты, 2 торговых павильона, 1 киоск, гостиница, 6 предприятий общественного питания, 3 парикмахерских, фотоателье, баня и 2 предприятия по оказанию ритуальных услуг.

## Социальная инфраструктура
В пгт Лесной Шиловского района Рязанской области имеются отделение Сбербанка России, пункт выдачи заказов «Ozon», отделение почтовой связи, Лесновская больница, Лесновская средняя общеобразовательная школа, Дом детского творчества, Детская школа искусств «Парус», Детско-юношеская спортивная школа (филиал ФСК «Арена»), детский сад, Дом культуры и 2 библиотеки (1 из них — детская). В посёлке имеются стадион, хоккейная и спортивная площадки.

## Транспорт
Основные грузо- и пассажироперевозки осуществляются автомобильным транспортом. Через территорию посёлка проходит автомобильная дорога межмуниципального значения 61Н-732: Лесной — Мосолово — Ряссы. В 5 км к северу от посёлка находится остановочный пункт «Разъезд 278 км» железнодорожной линии «Рязань — Пичкиряево» Московской железной дороги. Отдельная ветка железной дороги подведена к Заводу синтетических волокон «Эластик».

## Достопримечательности
- Мемориальный комплекс в честь 30-летия Победы в Великой Отечественной войне. Сооружён в 1975 г. Включает в себя горизонтальную стелу, скульптурную группу солдата и девушки с ребёнком на руках и отдельно стоящее артиллерийское орудие.
- Храм иконы Божией Матери «Споручница Грешных». Освящён в 1997 г. в перестроенном здании бывшего магазина.[26]